# Slaget vid Koivisto
Slaget vid Koivisto utspelades den 30 maj 1808 nära byn Koivisto i Mellersta Finland under det Finska kriget. Överste Gustaf Edelstam omringade och besegrade en rysk avdelning som vaktade ett förrådshus.